# 同步数字体系
同步数字体系（Synchronous Digital Hierarchy，SDH），根据國際電信聯盟遠端通訊標準化組（
ITU-T）的建议定义，是不同速度的数字信号的传输提供相应等级的信息结构，包括复用方法和映射方法，以及相关的同步方法组成的一个技术体制。
SDH的前身是PDH (Plesiochronous Digital Hierarchy), PDH光端机是小容量光端机，PDH光端机一般是成对应用，也叫点到点应用，PDH光端机容量一般为4E1，8E1，16E1.
早期，美国贝尔通信研究所提出SONET体制，也是一种分等级的数字信号传输体制。后来，国际电话电报委员会（CCITT）于1988年接受了这个创新的概念，并更名为「同步数字階層」。現時SDH是除了美加以外世界各地的標準，主要应用光纤作为传输介质，同时也可以用微波作为介质。同步數位階層在20世纪90年代之前几乎完全应用于公共交換電話網（PSTN）传输语音电信业务。20世纪90年代的国际互联网飞速发展导致数据通信对数据传输的要求越来越高。目前通过扩展不同的协议来增强SDH的面向多业务的应用的技术成为研究的热点。

## SDH网络节点接口
- 电接口
  - STM-1是SDH的第一个等级，又叫基本同步传送模块，比特率为155.520Mb/s。
  - STM-N是SDH第N个等级的同步传送模块，比特率是STM-1的N倍(N=4n=1，4，16，64，256)。ITU-T规定对于任何级别的STM-N帧，帧频都是8000帧/秒。

- 光接口
  - 仅对电信号扰码。光口信号码型是加扰的NRZ码，采用世界统一的标准扰码。

## 时钟同步方法
利用原子鐘來統一時間。即拥有高精度、高稳定度的主时钟（例如原子钟）将时钟信号经时钟网络传送给其下的各级从时钟，各级从时钟分别同步于来自上一级的时钟信号，从而达到全网同步。在该方式中，从时钟通常有三种工作模式：跟踪模式、保持模式、自由振荡模式。